# 5286 Haruomukai
5286 Haruomukai è un asteroide della fascia principale. Scoperto nel 1989, presenta un'orbita caratterizzata da un semiasse maggiore pari a 2,9188873 UA e da un'eccentricità di 0,0203813, inclinata di 2,94820° rispetto all'eclittica.